# 토머스 R. 마셜
토머스 라일리 마셜(Thomas Riley Marshall, 1854년 3월 14일 ~ 1925년 6월 1일)은 미국의 민주당 정치인으로 제28대 부통령 (1913년 ~ 1921년)을 지냈다.

## 어린 시절
인디애나주 노스맨체스터에서 태어난 마셜은 자주 법원에서 변호사들을 들으면서 시간을 보냈으며 훗날의 대통령 벤저민 해리슨에게 소송 사건을 제출하는 것을 들어 나중에 썼다.  워버시 칼리지에서 법학을 전공한 그는 1875년 법정으로 수용되어 컬럼비아시티에서 변호사로서 자신의 경력을 시작하였다.
그는 1909년부터 1913년까지 인디애나주지사를 지냈다.  그는 지방 민주당 정치에서 인기있는 연설자이면서 활동적이었으나 자신이 타협의 의외의 강력한 경쟁 상태 후보로서 지명이 주어졌을 때 유능한 작은 촌의 변호사 만으로 주목되었다.  자신의 기간 동안 그는 어린이 노동법과 어떤 부패 방지 입법이 통과한 것을 보았으나 주의 헌법을 다시 쓰는 데 대회 개최가 아닌 주의 입법을 통하여 자신의 진보적 강연의 거의를 통과시키는 것에 성공적이지 않았다.

## 부통령 재임
볼티모어에서 열린 1912년 민주당 전당 대회에서 마셜을 이름은 대통령을 위한 인디애나주의 선택으로서 놓였다.  한동안 마셜이 사실 타협 지명자로서 끝날 것으로 보였으나 최후적으로 윌리엄 제닝스 브라이언이 우드로 윌슨을 보증하는 데 동의하였고, 인디애나주 대표단들은 마셜이 부통령으로 임명되는 데 성공적으로 운동하였다.  그는 1912년 윌슨 공천 후보에 선출되었고, 1916년 재선되어 1921년까지 부통령을 지냈다.  시초적으로 마셜이 후보 지명을 거절하여 직업이 심심할 것이라고 추정하였다는 것이 알려졌다.
마셜은 각별히 윌슨의 토대가 아니었고, 윌슨이 마셜을 내각 회의에 초청하였어도 그의 아이디어들은 드물게 숙고되었다.  1913년 윌슨은 국회의사당에서 상원 의원들과 개인적으로 만나는 것에 당시 들리지 않은 단계를 택하였다.  이일이 있기 전에 대통령들은 부통령을 상원과 중개자로서 이용하는 습관을 만들었으며, 윌슨은 자신의 섬세한 사업과 함께 마셜을 신임하는 것에 의지가 없었던 것을 보여주는 데 기회의 이점을 택하였다.  그 이래 대통령들은 상원과 다루는 데 자신들의 부통령들에 드물게 의지하였다.
마셜이 적은 소식을 만들고 워싱턴에서 만화 포일의 일종으로 보이면서 다수의 민주당 내부자들은 그가 1916년 공천 후보로부터 버려지기를 원하였다.  숙고 후, 윌슨은 최후적으로 만약 자신이 마셜을 지킨다면 그것이 당의 통일을 논증할 것을 결정하여 1916년 윌슨과 마셜은 1820년대에 제임스 먼로와 대니얼 D. 톰킨스 이래 재선되는 데 첫 정·부통령 팀이 되었다.
자신의 두번째 기간 동안 마셜은 미국이 제1차 세계 대전에 들어가는 것을 보았다.  윌슨은 그를 길로 보내 미국인들에게 전쟁 채권을 사고 전쟁 노력을 지지하는 용기를 주는 데 전국에 걸쳐 연설하였다.  이것은 마셜이 잘 어울리는 직업이었으며 그는 부통령을 지낸 동안 연사로서 여분의 돈을 벌었다.  또한 두번째 기간에 마셜은 내각 회의들을 지휘하는 데 첫 부통령이 되었고, 윌슨은 베르사유 조약에 조인하고 자신의 국제연맹 아이디어를 추진하러 유럽을 순방한 동안 그를 이 책임과 함께 놔두었다.
이전의 달에 더욱 순한 고통을 겪은 후, 1919년 10월 2일 윌슨 대통령은 엄한 뇌졸중을 겪어 무력하게 마비가 되었고, 거의 확실히 무능해졌다.  마셜이 대통령이 허약을 겪은 것을 조언하였어도, 그리고 그렇게 할 많은 요청들에 불구하고 마셜은 미국의 대통령 직무 대행이 되는 데 시도하지 않았다.  대통령의 무력화를 선언하기 위한 진행은 불분명했고, 마셜은 하나를 설정할 때 설정될 수 있는 선례에 관하여 두려웠다.  마셜이 윌슨의 기간 나머지를 위하여 의식을 수행하려고 한 동안 그는 직무에서 자신들의 최종의 날까지 윌슨의 상태를 확인하는 데 그와 만나는 기회를 가지려고 하지 않았다.

## 이후의 세월
부통령으로서 자신의 기간 후, 마셜은 인디애나폴리스로 돌아와 자신의 법률 실행을 다시 시작하였다.  그는 또한 자신의 〈회상록〉은 물론 법률에 관한 다수의 책들을 저서하였다.  1922년 ~ 1923년 그는 연방 탄광 위원회의 의장을 지냈다.
1925년 6월 1일 워싱턴 D. C. 방문 중 사망하여 인디애나폴리스의 크라운힐 묘지에 안치되었다.

## 역대 선거 결과
| 선거명      | 직책명          | 대수 | 정당   | 득표율 | 득표수 (선거인단)   | 결과 | 당락                 |
| ----------- | --------------- | ---- | ------ | ------ | ------------------- | ---- | -------------------- |
| 1908년 선거 | 인디애나 주지사 | 27대 | 민주당 | 48.95% | 48,849표            | 1위  | 인디애나 주지사 당선 |
| 1912년 선거 | 미국의 부통령   | 28대 | 민주당 | 41.84% | 6,296,284표 (435명) | 1위  | 미국의 부통령 당선   |
| 1916년 선거 | 미국의 부통령   | 28대 | 민주당 | 49.24% | 9,126,868표 (277명) | 1위  | 미국의 부통령 당선   |